# Arctowski-Bucht
Die Arctowski-Bucht (polnisch Zatoka Arctowskiego) ist eine kleine Bucht an der Südküste von King George Island in den Südlichen Shetlandinseln. Sie liegt auf der Südostseite  des Point Thomas in der Admiralty Bay.
Teilnehmer einer polnischen Antarktisexpedition (1977–1979) benannten sie nach dem polnischen Meteorologen Henryk Arctowski (1871–1958), Teilnehmer der Belgica-Expedition (1897–1899) unter der Leitung des belgischen Polarforschers Adrien de Gerlache de Gomery, nach dem auch die Arctowski-Station auf dem Point Thomas benannt ist.